# K Diferente
"K Diferente" é uma canção da cantora brasileira Kelly Key, lançada como single promocional em 14 de agosto de 2010. A canção foi produzida por Mr. Jam, trazendo uma sonoridade mesclada entre pop e synthpop, diferente dos últimos trabalhos da cantora. 

## Composição e desenvolvimento
A canção explora o tema da pretensão e do sucesso real de Kelly Key, fazendo referência a seus antigos singles de grande sucesso "Escondido", "Baba", "Cachorrinho", "Chic, Chic" e o promocional "Só Quero Ficar", colocando a cantora em um patamar de "Diva Pop". Explorando além do pop convencional, o electropop e elementos de Synthpop, a faixa é inspirada no estilo de música americana de cantoras como Lady Gaga e Kesha.
Em 25 de maio de 2010, Kelly Key cantou com exclusividade o single no programa Game Show de Verão, da Rede Record, o qual a cantora apresentava, ainda como um demo. Em junho, a canção foi adicionada aos shows da turnê Holiday Tour. Em 26 de julho a canção foi divulgada com exclusividade pelo site da cantora, KellyKey.com, onde foi colocada para download digital, e pelo canal de vídeos de Kelly no YouTube, onde alcançou mais de 30 mil acessos apenas da canção em apenas três dias. Em 14 de agosto, Kelly faz sua primeira apresentação no programa O Melhor do Brasil, de Rodrigo Faro.

## Recepção crítica
A canção recebeu críticas positivas, sendo classificada pelo site Get Box como divertida e poderosa, além de classificar Kelly Key como uma "diva do pop". O site Terra frisou a intenção de Kelly em adequar-se ao som feito por cantoras como Lady Gaga e Kesha e classificou a canção como a grande "volta para o mundo da música" da cantora e completou dizendo que a canção tem "uma sonoridade mais próxima ao pop feito no exterior, com muitas batidas eletrônicas e algumas pitadas de auto-tune propositais para dar um som robótico à voz". O site Juke Box declarou que "depois de um tempo nas 'trevas' fazendo músicas idiotas voltadas ao público infantil" Kelly estaria voltando com um trabalho "mais adulto e sensual" e aprovou o novo single da cantora, fazendo críticas positivas.
| “ | K Diferente é uma canção bem pretensiosa e faz referências aos seus sucessos ao longo da carreira, colocando a cantora num patamar de Diva Pop (...) para os poucos representantes do pop no Brasil, Kelly realmente tem destaque. (...) Kelly Key conseguiu voltar-se ao público adulto novamente | ” |

Já a jornalista Pâmela Alves não guardou críticas negativas ao fazer chacota da canção ao dizer que a canção de Kelly Key "não pode ser comparada aos hits das cantoras norte-americanas" e justificou dizendo que "Fazer pop no Brasil não é fácil, mixar e produzir uma música com o padrão das cantoras americanas - e eu não estou dizendo qualidade e sim padrão - pior ainda". O site Portal Freakout, por outro lado, declarou que o single é "altamente dançante" e que "promete ser o mais novo Hit da cantora no segundo semestre" e ainda completou dizendo que "Kelly Key é a salvação do pop brasileiro".